# Тайцлин, Михаил Абрамович
Михаил Абрамович Тайцлин (30 января 1936, Киев — 20 июля 2013, Тверь) — советский и российский математик, специалист в области математической логики и теоретической информатики. Доктор физико-математических наук, профессор, заведовал кафедрой информатики факультета прикладной математики и кибернетики в Тверском университете.

## Биография
Родился в Киеве в семье врачей. Отец, военврач Абрам Симонович Тайцлин (1899—1941), погиб на фронте в сентябре 1941 года.
В 1953 году поступил в Воронежский государственный университет, через два года перевёлся в Ворошиловградский пединститут, по окончании которого работал учителем математики в школах Ворошиловградской области и Киева. Обнаружив неточность в одной из работ Анатолия Мальцева, вступил с ним в переписку, в результате которой был приглашён ассистентом на кафедру алгебры Ивановского пединститута, а после переезда Мальцева в 1960 году в Новосибирск — поступил к нему в аспирантуру Института математики СО АН СССР. По окончании аспирантуры в 1963 году защитил под руководством Мальцева кандидатскую диссертацию, а спустя 5 лет, в 1968 году — докторскую.
Работал в Институте математики СО АН СССР, в Новосибирском государственном университете и Казахском университете имени Кирова. С 1984 года и до конца своих дней работал в Калининском государственном университете на факультете прикладной математики и кибернетики, читал курсы по общей алгебре, базам данных, программированию, математической логике и теории алгоритмов, под его руководством защищено 10 кандидатских диссертаций, трое из аспирантов впоследствии стали докторами физико-математических наук.

## Научная деятельность
Основные работы — по алгебре, математической логике, теоретическому программированию, в общей сложности опубликовано более 100 научных работ.
Среди алгебраических результатов — создание структурной теории конечно порождённых коммутативных полугрупп, решение серии алгоритмических проблем и проблемы изоморфизма для коммутативных полугрупп. Также внёс вклад в исследование категоричных квазимногообразий.

## Основные публикации
- Ершов Ю. Л., Лавров И. А., Тайманов А. Д., Тайцлин М. А., «Элементарные теории», УМН, 20:4(124) (1965), 37-108
- Тайцлин М. А., «О проблеме изоморфизма для коммутативных полугрупп», Матем. сб., 93(135):1 (1974), 103—128
- Беляев В. Я., Тайцлин М. А., «Об элементарных свойствах экзистенциально замкнутых систем», УМН, 34:2(206) (1979), 39-94
- Столбоушкин А. П., Тайцлин М. А. Математические основания информатики. Ч. 1-3
- Архангельский Д. А., Тайцлин М. А. Модальная линейная логика Модели, алгоритмы, программы: Сб. науч. тр., Тверь, 1993
- Мусикаев И. Х., Тайцлин М. А. Pspace — глобальные предикаты и язык Пролог Модели, алгоритмы, программы: Сб. науч. тр., Тверь, 1993
- Дроздов Н. Д., Катулев А. Н., Колдунов В. А., Тайцлин М. А. Организация процесса обучения на факультете ПМиК ТвГУ при переходе на многоуровневую систему образования Опыт обучения как предпосылка перехода к многоуровневой системе образования,Тверь, 1993
- O. V. Belegradek, A. P. Stolboushkin, and M. A. Taitslin. Extended order-generic queries. Annals of Pure and Applied Logic, 97(1-3):85-125, 1999
- A.P. Stolboushkin and M.A. Taitslin. Normalizable linear orders and generic computations in finite models. Archive for Mathematical Logic, 38(4):257-271, 1999
- A. P. Stolboushkin and M. A. Taitslin. Finite Queries do not Have Effective Syntax. Information and Computation ,153(1):99-116, 1999
- O. V. Belegradek, A. P. Stolboushkin, and M. A. Taitslin. On problems of databases over a fixed infinite universe. Logic, Algebra, and Computer Science. Helena Rasiowa in Memoriam , Banach Center Publications, vol.46, pages 23–62. Banach Center, Institute of Mathematics, Polish Academy of Science, 1999
- M. A. Taitslin. A general condition for collapse results. Annals of Pure and Applied Logic , To be published in N.A.Shanin’s volume of APAL, 110(1-3), 2001.